# 帕尔梅拉斯 (巴伊亚州)
帕尔梅拉斯（葡萄牙語：Palmeiras）是巴西巴伊亚州的一个市镇。总面积695.719平方公里，总人口7792人，人口密度11.2人/平方公里。